# Alan Ramsbottom
Alan Ramsbottom (* 30. April 1936 in Clayton-le-Moors; † 5. April 2023) war ein britischer Radrennfahrer.

## Sportliche Laufbahn
Ramsbottom hatte in Großbritannien bereits einige Rennen gewonnen (u. a. die Tour of the North 1959 und eine Etappe im Milk Race 1960), als er sich entschloss, auf das Festland nach Frankreich zu gehen und sich dort einem Verein (UV Aube) anzuschließen. Ausschlaggebend hierfür war seine Enttäuschung über die nicht erfolgte Nominierung für die Olympischen Sommerspiele in Rom 1960. Er gewann 1961 die zweite Etappe der Tour de l’Avenir (17. der Gesamtwertung) und wurde danach Neo-Profi im Radsportteam Pelforth-Sauvage-Lejeune. 1962 fuhr er seine erste Tour de France, die er auf dem 45. Rang beendete. Er siegte auf einer Etappe der Tour de l’Aude. 1963 wurde er dann 16. der Tour.
1964 gewann er das Rennen Tour de Haute-Loire, für die Tour wurde er in jenem Jahr nicht nominiert. Er übersiedelte nach Belgien und trainierte mit Tom Simpson, für dessen Team Peugeot er nun startete. Ein Trainingssturz warf ihn jedoch zurück.
1966 kehrte er in seine Heimat zurück, inzwischen verheiratet und Vater zweier Kinder.  Er zog nach Great Harwood, Lancashire und kehrte zu seinem früheren Beruf als Nähmaschinenmechaniker zurück.